# روبن راموس
روبن راموس (بالإنجليزية: Ruben Ramos)‏ هو مغني أمريكي، ولد في 9 فبراير 1940.

## وصلات خارجية
- الموقع الرسمي